# Airton Pavilhão
Aírton Ferreira da Silva, também conhecido como Aírton Pavilhão (Porto Alegre, 31 de outubro de 1934 — Porto Alegre, 3 de abril de 2012) foi um futebolista brasileiro que atuou como zagueiro.
É considerado um dos maiores jogadores da história do Grêmio e do futebol gaúcho. Desde 1996 está incluído na Calçada da Fama gremista. Com a camisa do Grêmio, o zagueiro conquistou onze títulos do Campeonato Gaúcho e o Campeonato Sul-Brasileiro de Futebol. Pela seleção brasileira foi campeão do pan-americano de 1956 e vice-campeão do pan-americano de 1960.
Foi considerado por Pelé como o melhor zagueiro que o Rei do Futebol viu atuar.. Depois de uma partida contra o Grêmio, Pelé teria declarado surpreso: "Aquele cara me marcou sem fazer falta! Sem nem me tocar. E me marcou, realmente me marcou.".

## Biografia
Aírton Ferreira da Silva iniciou a carreira profissional no Força e Luz, em 1949. Atuou pelo clube até 1954. Em 23 de junho do mesmo ano, foi vendido ao Grêmio sob forma bastante peculiar: 50 mil cruzeiros e mais um pavilhão de arquibancadas. Surgiu assim o apelido Aírton Pavilhão. 
Estreou pelo Grêmio em 1º de agosto de 1954, num empate em 1 a 1 com o Cruzeiro de Porto Alegre . Em 1960, o jornalista carioca Geraldo Romualdo da Silva, do Jornal dos Sports, qualificou Aírton como um "zagueiro inferior apenas a Bellini ". 
Em 1960, Aírton recebeu propostas milionárias do Santos e do Botafogo, mas optou por renovar com o Grêmio. Após não conseguir Aírton, o Santos acabou contratando Calvet.
Aírton foi emprestado pelo Grêmio ao Santos para atuar em uma partida em 1960.
Em 1967, Airton perdeu espaço na equipe do Grêmio devido aos problemas físicos.  Acabou por realizar o último jogo no Grêmio em 5 de novembro de 1967, num empate com o Perdigão em 2 a 2, em Videira.
Encerrou sua carreira em 1971, atuando pelo Nacional de Cruz Alta.

## Seleção Brasileira
Foi convocado para a Seleção Brasileira em sete oportunidades. Conquistou o título do pan-americano de 1956 e vice-campeonato do pan-americano de 1960. No pan-americano de 1960 foi escolhido para a seleção do campeonato do jornal La Nación.
Esteve entre os 41 pré-convocados para a Copa do Mundo FIFA de 1962, o único jogador que não atuava em Rio de Janeiro ou em São Paulo na pré-lista, mas acabou não sendo chamado para o mundial. Aírton alegou ter feito apenas "um treino e meio" com a seleção: "Foi falta de jogo". A imprensa gaúcha reclamou que Aírton estaria "cortado por antecipação", por ser o único jogador fora de São Paulo e do Rio de Janeiro a ter sido chamado para o período de treinos, e por ter recusado diversas ofertas de clubes paulistas e cariocas ao longo dos anos, teria sido uma retaliação por Aírton não querer ir jogar no centro do país. Aymoré Moreira negou qualquer má fé, alegando que Aírton era "clássico demais para jogar na seleção brasileira" e abusaria de preciosismos. 
Após o corte, o jornalista Vargas Neto afirmou: "Do nível de Bellini  só há um central no Brasil: Aírton Ferreira da Silva. Mas o Aírton pensa que a área é a sala de jantar da casa dele". 

## Estilo de Jogo
Aírton foi um defensor de técnica apurada, que jogava com a cabeça erguida e jamais usava o recurso das faltas violentas.. Em um Grenal famoso teria rebatido 40 bolas da área gremista.
A marca registrada de Aírton era levar a bola em direção à linha lateral do campo chegando junto à bandeirinha de escanteio, puxando com ele os atacantes. De repente, virava o corpo e, colocando uma perna por trás da outra, de letra, recuava a bola para as mãos do goleiro.. 
Em um confronto entre Grêmio e o Santos no Estádio Olímpico Monumental aplicou um "chapéu" em Pelé no auge da carreira, ganhando fama nacional. 

## Homenagens e Legado
Em 2007, foi homenageado pelo Grêmio com a inauguração no CT de Treinamentos do clube do pavilhão "Airton Ferreira da Silva". Foi conselheiro titular do mandato 2007-2013 do Grêmio.
Por iniciativa do então vereador e ex-atleta Tarciso, Airton recebeu o título de Cidadão Emérito de Porto Alegre em 2009.
Faleceu em 3 de abril de 2012 devido a infecção generalizada dos órgãos, no Hospital Ernesto Dornelles em Porto Alegre.
Em 30 de março de 2016, a Câmara de Vereadores de Porto Alegre aprovou por unanimidade o projeto encaminhado pelos Sócios Livres - Grêmio de Todos em 2012, que cria a Rua Airton Ferreira da Silva - " O Pavilhão"  no Bairro Humaitá em Porto Alegre, nas proximidades da Arena do Grêmio.

## Títulos

### Continentais
Seleção Brasileira
- Campeonato Pan-americano: 1956

Grêmio
- Campeonato Gaúcho: 1956, 1957, 1958, 1959, 1960, 1962, 1963, 1964, 1965, 1966 e 1967